# Qingtan (sockenhuvudort i Kina, Hunan Sheng, lat 28,86, long 112,84)
Qingtan (kinesiska: 青潭, 青潭乡) är en sockenhuvudort i Kina. Den ligger i provinsen Hunan, i den södra delen av landet, omkring 75 kilometer norr om provinshuvudstaden Changsha. Antalet invånare är 958. Befolkningen består av 480 kvinnor och 478 män. Barn under 15 år utgör 9,0 %, vuxna 15-64 år 72 %, och äldre över 65 år 18,0 %.
Runt Qingtan är det tätbefolkat, med 356 invånare per kvadratkilometer. Närmaste större samhälle är Dongtang, 15,2 km sydost om Qingtan. Trakten runt Qingtan består huvudsakligen av våtmarker.
Genomsnittlig årsnederbörd är 1 683 millimeter. Den regnigaste månaden är maj, med i genomsnitt 292 mm nederbörd, och den torraste är december, med 45 mm nederbörd.